# Yasmina Mesfioui
Yasmina Mesfioui (tiếng Ả Rập: ياسمينة المسفيوي; sinh ngày 9 tháng 4 năm 1976 tại Khouribga) là một game bắn súng thể thao Ma-rốc. Mesfioui đại diện cho Maroc tại Thế vận hội mùa hè 2012 ở London, nơi cô thi đấu trong trap nữ. Cô đã ghi được tổng cộng 61 mục tiêu trong các vòng đấu loại bằng một điểm sau Shagun Chowdhary của Ấn Độ, kết thúc ở vị trí thứ 21.